# Palazzo del Capitano del Popolo (Pistoia)
Il Palazzo del Capitano del Popolo è un edificio storico sito tra Via Roma e Via di Stracceria, nel centro storico di Pistoia.

## Storia
La magistratura del capitano del popolo, figura con poteri militari e di tutela degli interessi del popolo da cui egli stesso veniva eletto, si affermò a Pistoia in epoca comunale: la prima notizia al riguardo si ha nel 1263. Inizialmente il magistrato risiedeva in una dimora all'interno della Piazza del Comune. Negli anni seguenti fu avviata la costruzione di una sede dedicata, cioè appunto il Palazzo del Capitano del Popolo, inaugurato nel 1282. 
Nel 1292, a dieci anni dall'inaugurazione, il Palazzo fu ampliato grazie all'unificazione con una più modesta casa-torre a sud e un corpo di fabbrica frammentario, situato a ovest, dai nobili caratteri architettonici.
La magistratura del capitano del popolo restò in vigore a Pistoia fino al 1367. A partire da tale anno il capitano del popolo non ebbe più incarichi e i suoi poteri furono assegnati a un magistrato fiorentino designato con il titolo di "capitaneus custodie et defensor populi civitatis Pistorii", già presente a Pistoia fin dal 1332 ma con compiti limitati. Inizialmente infatti le funzioni del magistrato fiorentino attenevano prevalentemente alla vigilanza sulla sicurezza del territorio; successivamente, con l’affermarsi dell’autorità di Firenze su Pistoia, si estesero alla rappresentanza in loco del comune dominante e al controllo sugli organismi locali.
Nel 1538 il Duca Cosimo I abolì le magistrature cittadine pistoiesi e sospese gli uffici pubblici sottraendo così all’oligarchia locale l’amministrazione delle finanze. Vennero nominati alla guida del governo della città priori,  commissari e vicari provenienti da Firenze; a seguito di tale provvedimento il Palazzo fu venduto per realizzare al suo interno degli appartamenti privati.
Nel XIX secolo il Palazzo, ormai ridotto in pessime condizioni strutturali, fu restaurato in maniera importante. Da allora è stato destinato ad abitazioni private e a usi commerciali.

## Descrizione
La posizione dell'edificio, adiacente alla Piazza del Duomo, ne indica l'importanza: sorge infatti sull'antica via regis, strada che collegava Porta San Pietro al centro politico della città di Pistoia posto in quel periodo in Piazza della Sala. La struttura del palazzo, costruito interamente in pietra, conserva le linee delle grandi bifore ogive.
L’edificio attuale è il risultato di alcuni interventi architettonici riguardanti la torre angolare, la casa-torre e il corpo di fabbrica nella parte inferiore. Questi interventi, realizzati in periodi storici differenti, evidenziano la sovrapposizione di stili. La facciata dell’edificio presenta archi di pietra a sesto leggermente acuto in cui, con il restauro del XIX secolo, sono state inserite bifore realizzate in marmo bianco e contenute entro arcate interne trilobate, sostenute da colonnette di marmo con capitelli a foglie. Sempre nel XIX secolo, la torre angolare fu restaurata e le originali monofore furono sostituite da bifore.